# Tarthun
Tarthun is een plaats en voormalige gemeente in de Duitse deelstaat Saksen-Anhalt, en maakt deel uit van de Landkreis Salzlandkreis.
Tarthun telt 814 inwoners.